# NGC 1299
NGC 1299 é uma galáxia espiral (Sb) localizada na direcção da constelação de Eridanus. Possui uma declinação de -06° 15' 43" e uma ascensão recta de 3 horas, 20 minutos e 09,6 segundos.
A galáxia NGC 1299 foi descoberta em 27 de Janeiro de 1785 por William Herschel.